# Lubbockia aculeata
Lubbockia aculeata är en kräftdjursart som beskrevs av Giesbrecht 1891. Lubbockia aculeata ingår i släktet Lubbockia och familjen Lubbockiidae. Inga underarter finns listade i Catalogue of Life.